# Hozroje I. Partski
Vologaz I. Partski je bio vladar Partskog Carstva. Vladao je od oko 109. do 129. godine. Sin je Vonona II. Naslijedio je brata Pakora II. Većinu svoje vladavine proveo je u borbi s rivalom, protukraljem Vologazom III. koji je imao bazu na istoku Partije.
Kad je Tiridat I. Armenski ponovno vrećen na mjesto armenskog kralja, vladao je do smrti ili dok ga nisu svrgnuli oko 110. godine. Onda je Hozroje I. napao Armeniju i postavio svog nećaka Aksidara, sina prijašnjeg partskog kralja Pakora II. na mjesto armenskoga kralja.

## Baština
Imao je četvero braće koji su bili na prijestoljima Partije i Armenije: Pakora II., Vologaza I., Mitridata IV. i Tiridata I. Nećak mu je bio Aksidar.